# Sân bay Kitadaito
Sân bay Kitadaito (北大東空港 Kitadaitō Kūkō, (IATA: KTD, ICAO: RORK)) là một sân bay ở đảo Kitadaitō trong làng Kitadaitō, huyện Shimajiri, tỉnh Okinawa, Nhật Bản.
Tỉnh Okinawa quản lý vận hành sân bay Kitadaito, một sân bay hạng 3.
Chỉ có tuyến bay đi và đến kết nối Naha với Kitadaito và Minami-Daito mỗi ngày. 

## Các hãng hàng không và các tuyến điểm
Hiện có các hãng hàng không sau đang hoạt động tại sân bay này:
- Japan Airlines
  - Japan Transocean Air
    - Ryukyu Air Commuter (Minami-Daito, Naha)